# Izon-la-Bruisse
Izon-la-Bruisse este o comună în departamentul Drôme din sud-estul Franței. În 2009 avea o populație de 9 de locuitori.

## Evoluția populației
| An        | 1975 | 1982 | 1990 | 1999 | 2006 | 2009 |
| --------- | ---- | ---- | ---- | ---- | ---- | ---- |
| Populație | 5    | 8    | 6    | 14   | 14   | 9    |